# Myndus slossoni
Myndus slossoni är en insektsart som beskrevs av Ball 1902. Myndus slossoni ingår i släktet Myndus och familjen kilstritar. Inga underarter finns listade i Catalogue of Life.